# Король Митрофан Спиридонович
Король «Тугий» Митрофан Спиридонович (*12 листопада 1874, Армянський Базар — †грудень 1920) — український письменник, поет, драматург. Член Товариства російських драматичних письменників і оперних композиторів.

## Біографія
Народився в міщанській родині. Закінчив міське училище.
З 1894 служив в Армянській міській управі.
Літературну діяльність почав у 90-х роках Писав п'єси і вірші. В основі його драм «Бог не без милості, козак не без щастя» (1897) та «Марія покритка, або Гріх і покаяння» (1900) лежать складні соціальні колізії та конфлікти.
У 1906 році заснував у місті «Гурток шанувальників драматичного мистецтва» та культурно-освітнє товариство.
Автор сатиричної комедії «По-панськи», водевілю «В недобрий час», створеного за однойменним оповіданням Олекси Стороженка (обидва твори — 1900).
Значна кількість драматичних творів Митрофана Спиридоновича вийшла збіркою «До суду людського» (Генічеськ, 1905).
Його п'єси входили до репертуару професійних драматичних труп, аматорських колективів.
Вірші Короля пройняті патріотичними мотивами («Пам'яті П. Куліша», «На Україну» та інші).
Публікувався під різними псевдонімами, такими як Тугий Д. С., Тугий, Емка, К-оль Т.
9 грудня 1920 заарештований, а 24 грудня того ж року за звинуваченням у співпраці з білогвардійцями засуджений до розстрілу. Реабілітований 1995.